# Новобахмутівка (Новобахмутська сільська рада)
Новоба́хмутівка — село Очеретинської селищної громади Покровського району Донецької області, в Україні. Населення становить 890 осіб.

## Загальні відомості
Відстань до міста Ясинувата становить близько 16 км і проходить автошляхом місцевого значення.
Землі села межують із територією с. Калинове Краматорського району Донецької області.
У селі розташовані зупинні пункти 16 км та 19 км.
Село знаходиться під контролем української влади.
У 1894 році в Новобахмутовці почав служити  священик Троїцької церкви Павло Васильович Коробчанський.

## Населення
За даними перепису 2001 року населення села становило 890 осіб, із них 50,56 % зазначили рідною мову українську та 49,33 % — російську.

## Відомі люди
- Вальх Борис Сергійович — відомий зоолог, музеолог та природоохоронець сходу України 1920-1930-х років.
- Репа Ганна Андріївна — депутат Верховної Ради УРСР 8-10-го скликання.
- Саєнко Іван Єгорович — літературознавець.